# الإنجليزية الحديثة المبكرة

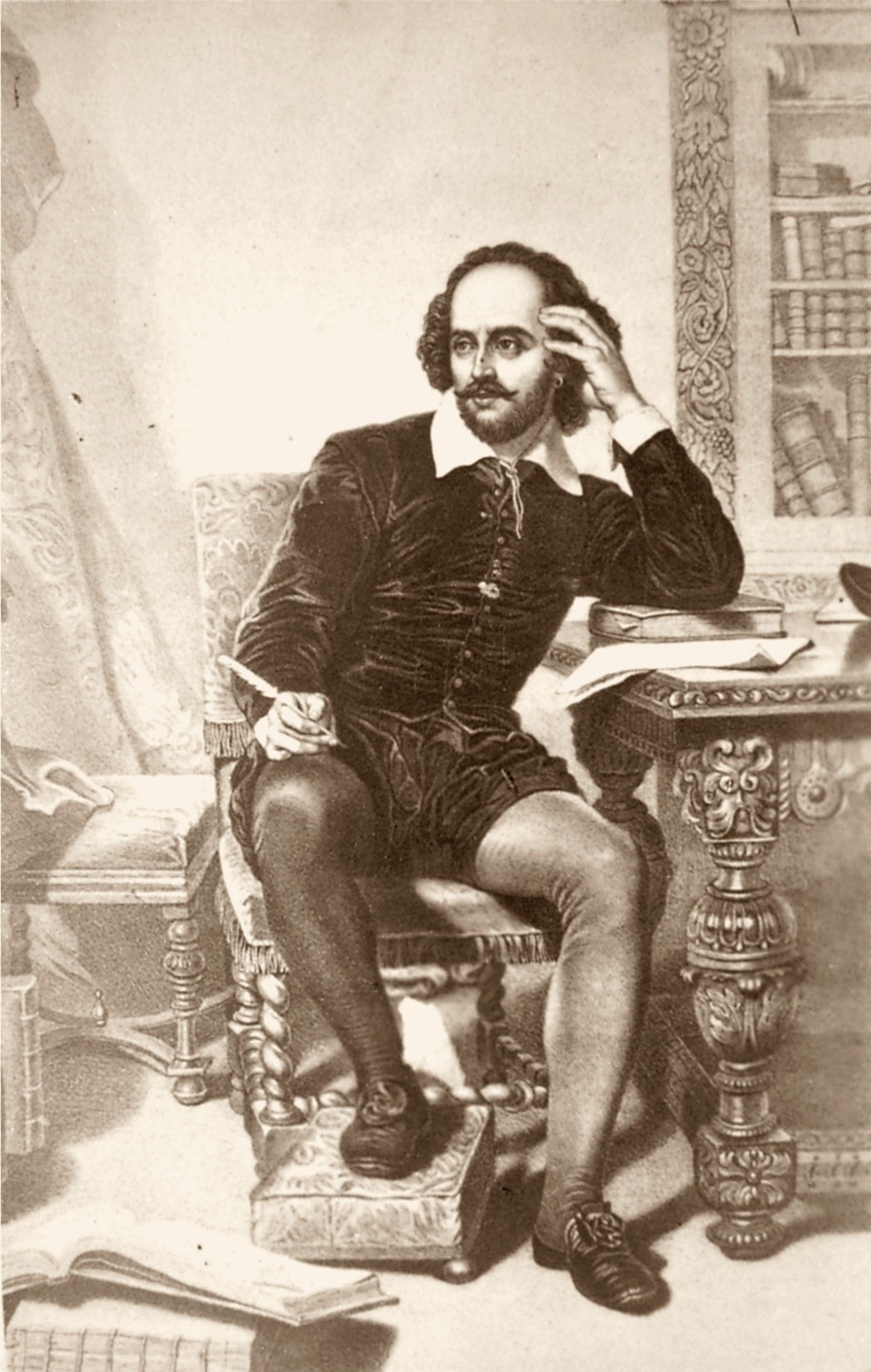
وليم شكسبير ، شاعر وكاتب مسرحي إنجليزي بارز

الإنجليزية الجديدة المبكرة أو الإنجليزية الجديدة المبكرة (بالإنجليزية: Early Modern English)‏ ، هو مستوى من اللغة الإنجليزية كان شائعًا في إنجلترا وأجزاء أخرى من الإمبراطورية البريطانية منذ بداية فترة تيودور حتى الحكومة المؤقتة واستعادة الملكية . اللغة الإنجليزية الحديثة هي اللغة الانتقالية الأولى بين الإنجليزية الوسطى (الشائعة في القرن الخامس عشر) واللغة الإنجليزية الجديدة (الشائعة في منتصف إلى أواخر القرن السابع عشر). 
قبل وبعد بداية حكم جيمس السادس والأول في سنة 1603، مارست اللغة الإنجليزية القياسية الناشئة تأثيرها على اللغة الاسكتلندية الوسطى المنطوقة والمكتوبة.
لا تزال التقاليد النحوية والإملائية للغة الإنجليزية الأدبية في أواخر القرن السادس عشر والسابع عشر مؤثرة جدًا في اللغة الإنجليزية القياسية الحديثة. يستطيع معظم المتحدثين باللغة الإنجليزية الحديثة قراءة النصوص المكتوبة في أواخر فترة اللغة الإنجليزية الجديدة المبكرة، مثل نسخة الملك جيمس وأعمال ويليام شكسبير ، وقد تأثروا بشكل كبير بهذه الأعمال الإنجليزية الجديدة.